# Tätendorf-Eppensen
Tätendorf-Eppensen ist ein Ort in der Lüneburger Heide im Landkreis Uelzen, Niedersachsen. Tätendorf-Eppensen gehört zur Gemeinde Barum und hat über 300 Einwohner.

## Geschichte
In einer urkundlichen Erwähnung des Klosters Oldenstadt von 1006 wurde der Ort noch Thedandorp genannt.
Die Siedlung Eppenhusen wurde erst später schriftlich erwähnt. In einer weiteren Oldenstädter Urkunde aus dem Jahre 1133 wird von einem „Ibiksen“ gesprochen. Es ist unklar, ob es sich hier um Eppensen handelt.
In einer weiteren Urkunde aus dem Jahr 1142 wird der Ort als Eppensen bezeichnet. Laut dem Heimatforscher Adolf Bätge handelt es bei dieser Urkunde um eine Fälschung.
Die ersten Tätendorfer kamen aus Barum, die Gründer von Eppensen dagegen aus dem Ilmenautal.
Dies ist erkennbar an den damaligen Holzungsrechten, die festlegten, wo die Bauern ihr Bau- und Brennholz schlagen und wohin sie ihre Schweine zur Eichelmast treiben durften. Die Tätendorfer nutzten dazu zusammen mit den Einwohnern von Barum, Vinstedt und Natendorf die heute großenteils verschwundenen Gehölze der Barumer Holzung. Eppensen gehörte dagegen zu den sogenannten Lohn-Interessenten, wie auch Sasendorf, Klein Bünstorf und Nassennottorf.
Die Kirchspielgrenzen haben die Jahrhunderte dagegen bis heute unverändert überstanden. So gehen die Tätendorfer nach Barum zur Kirche, die Eppenser aber in Bad Bevensen. 1928 wurden die beiden Gemeinden aus Gründen der Kostenersparnis in der Verwaltung zusammengelegt. Proteste der Einwohner gegen die Zusammenlegung blieben ohne Erfolg. 1929 wurde der erste gemeinsame Bürgermeister gewählt. Mit der Zeit füllten Neubauten die Lücke zwischen Tätendorf und Eppensen, die somit auch optisch vereint wurden.
Im Jahr 2006 feierte Tätendorf-Eppensen sein 1000-jähriges Jubiläum.

## Geografie
Tätendorf-Eppensen liegt im Norden des Landkreises Uelzen etwa vier Kilometer südwestlich vom Kurort Bad Bevensen. Südlich 
ist die Hansestadt Uelzen.
Durch den Ort verläuft die Bundesstraße 4. Das Naturschutzgebiet Der Lohn liegt nordöstlich der Ortsgrenze.
Seit dem 1. Juli 1972 gehört Tätendorf-Eppensen gemeinsam mit Gut-Hoystorf zur Gemeinde Barum.

## Infrastruktur
Regionaler Busverkehr

Tätendorf-Eppensen hat zwei Bushaltestellen. Die Linie 7060 fährt zum Uelzener ZOB, die Linie 7071 nach Barum und die Linie 7071 zur Waldschule Bad Bevensen von den Bushaltestellen Tätendorf-Eppensen und Tätendorf-Eppensen Feuerwehrhaus. Von der Bushaltestelle Tätendorf-Eppensen fahren zusätzlich noch die Linien 7060 zum Bahnhof Bad Bevensen, 7061 nach Bienenbüttel-Niendorf, und 7061 zum Rathaus Uelzen.
Straßenverkehr

Tätendorf-Eppensen liegt direkt an der Bundesstraße 4.
Glasfaser

Der Landkreis Uelzen befindet sich seit dem 13. September 2017 mitten im Ausbau des Glasfasernetzes. In Tätendorf-Eppensen haben die Tiefbauarbeiten ab dem 29. Januar 2019 begonnen. Der Landkreis ist nicht, wie anfangs geplant, in Cluster eingeteilt, sondern in PoPs eingeteilt. Im PoP-Bereich 6, in dem sich Tätendorf-Eppensen befindet, wurden die Arbeiten Mitte Juli 2020 abgeschlossen.
Ortsfeuerwehr

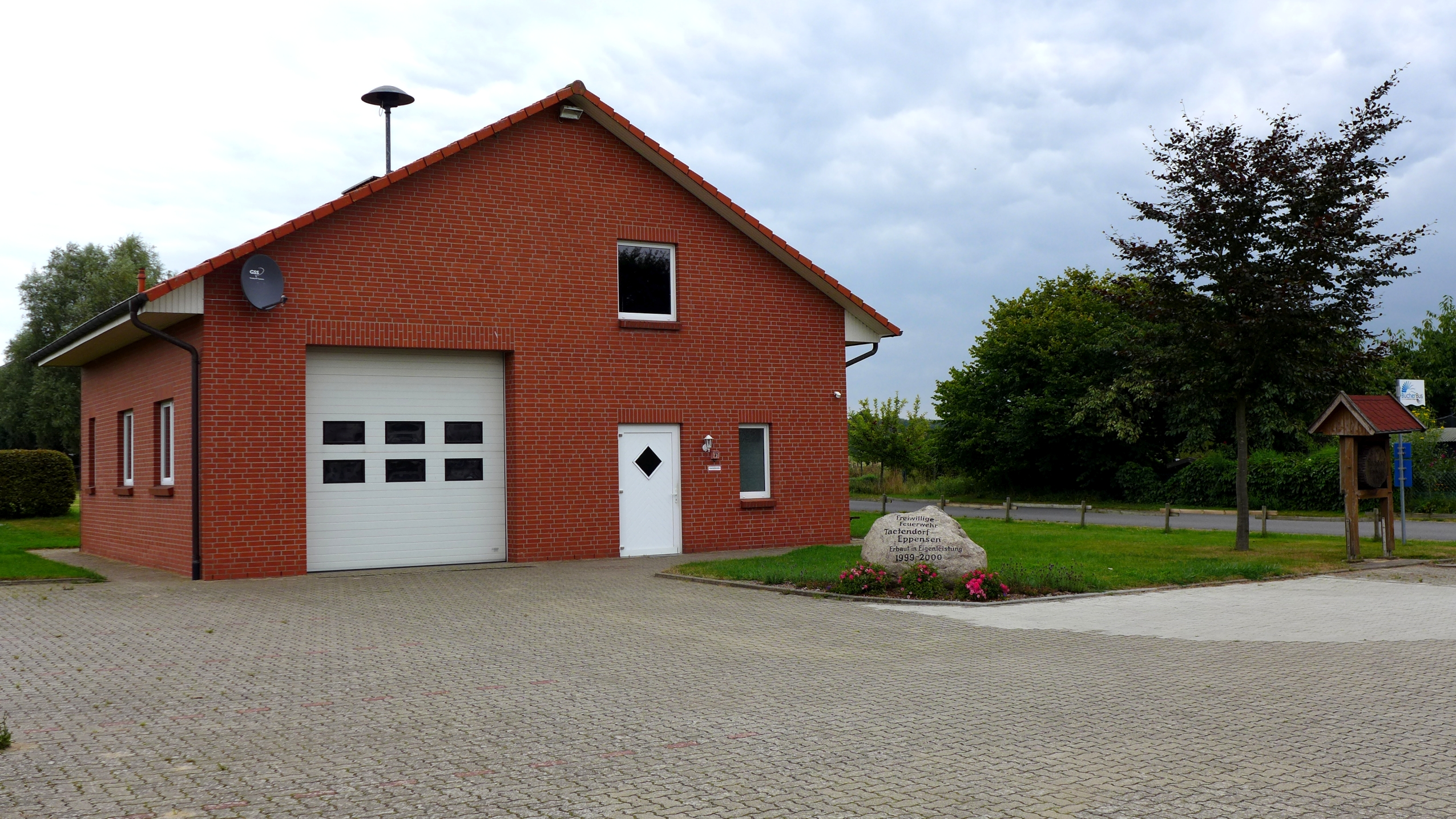
Ortswehr Tätendorf-Eppensen

Die Ortswehr Tätendorf-Eppensen wurde 1902 als Pflichtfeuerwehr gegründet. 1934 wurde aus der Feuerwehr eine Freiwillige Feuerwehr. Sie gehört zur Freiwilligen Feuerwehr in der Samtgemeinde Bevensen-Ebstorf.

## Wirtschaft
Tätendorf-Eppensen ist ein von der Landwirtschaft geprägter Ort, in dem es mehrere landwirtschaftliche Betriebe gibt. Darüber hinaus sind noch weitere Kleinunternehmen ansässig, wie eine Kfz-Meisterwerkstatt, ein Naturprodukte-Laden sowie ein Obst- und Gemüsehandel.

## Kultur und Sehenswürdigkeiten

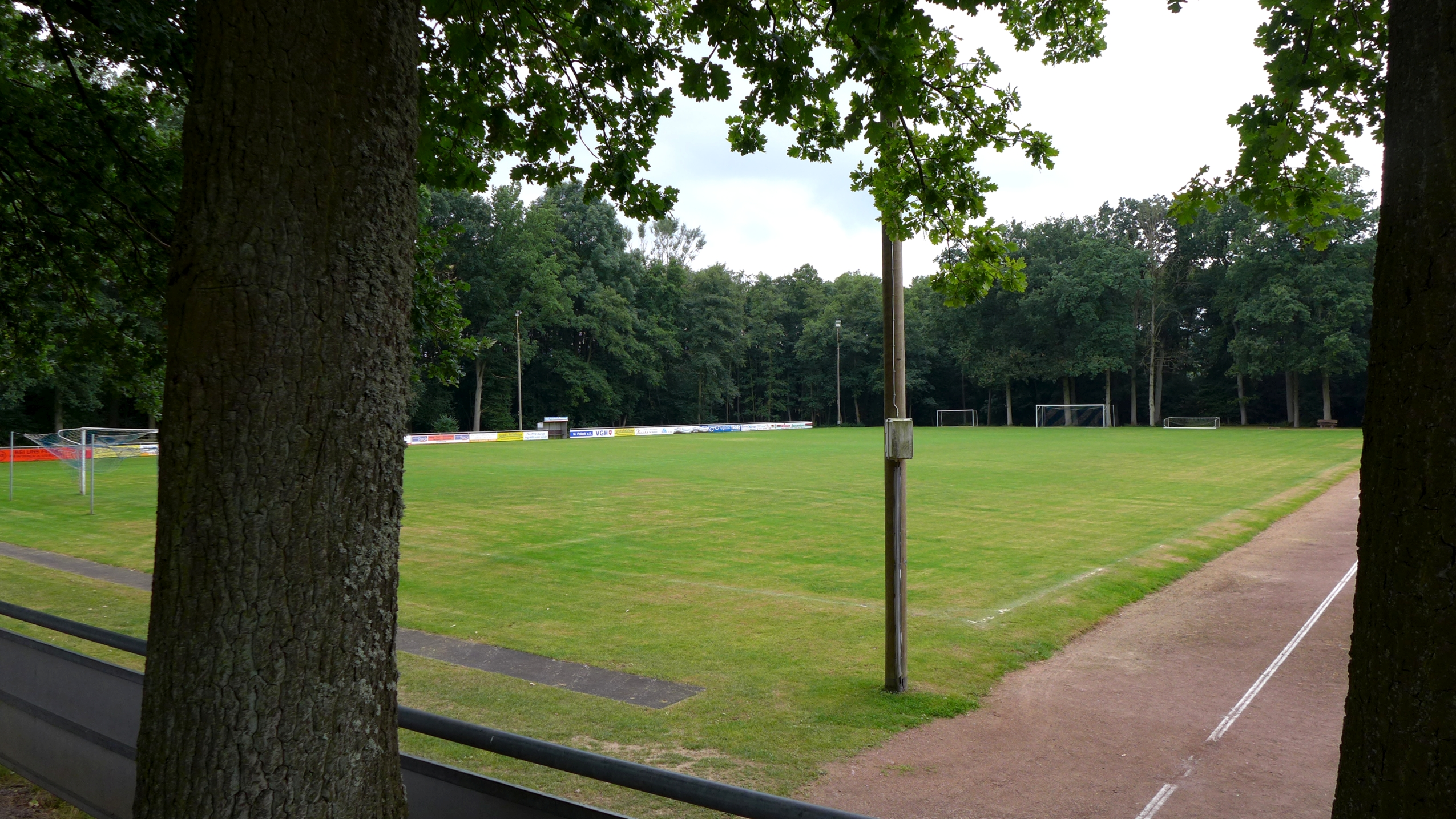
Waldstadion Barum

- Der Friedhof von Tätendorf-Eppensen liegt in einem Waldstück des Naturschutzgebietes Der Lohn. Auf dem Friedhof wird in Form von Namenstafeln an der Kapelle und einer aufgestellten Erinnerungstafel der Kriegstoten beider Weltkriege gedacht.
- Auf dem benachbarten Lindenberg befindet sich der Trainingsplatz des MTV Barum. In der schlechten Jahreshälfte wird dieser Sportplatz auch als Ausweichspielort genutzt.